# Kādīpur
Kādīpur är en ort i Indien.   Den ligger i distriktet Sultānpur och delstaten Uttar Pradesh, i den centrala delen av landet, 600 km sydost om huvudstaden New Delhi. Kādīpur ligger 93 meter över havet och antalet invånare är 7 472.
Terrängen runt Kādīpur är mycket platt. Runt Kādīpur är det tätbefolkat, med 683 invånare per kvadratkilometer. Närmaste större samhälle är Dostpur, 15,5 km nordost om Kādīpur. Trakten runt Kādīpur består till största delen av jordbruksmark.